# Kukurečani
Kukurečani (makedonska: Кукуречани) är en ort i Nordmakedonien. Den ligger i kommunen Bitola, i den sydvästra delen av landet, 100 kilometer söder om huvudstaden Skopje. Kukurečani ligger 602 meter över havet och antalet invånare är 2 395.